# David Mitrany
Pour les articles homonymes, voir Mitrani.
David Mitrany (1888 - 25 juillet 1975), né en Roumanie et naturalisé britannique, est connu pour ses travaux sur le Fonctionnalisme, qui s'inscrit dans le courant libéral idéaliste des relations internationales initié par Kant puis Woodrow Wilson. Professeur d'économie internationale, il a enseigné à Harvard, à Yale et à Princeton, mais se distingue de la plupart des théoriciens fonctionnalistes en ce qu'il a exercé davantage des activités journalistiques et de conseiller et analyse de politique étrangère qu'une activité universitaire. Son ouvrage principal s'intitule A Working Peace System. An Argument for the Functional Development of International Organization (1943).

## Études et vie professionnelle
Mitrany quitta la Roumanie en 1908, s’installant d’abord à Hambourg, puis, trois ans plus tard, à Londres, où il étudie à la London School of Economics, obtenant un diplôme d'économie en 1918 puis un doctorat en 1929. Il y subit notamment l'influence intellectuelle de Leonard T. Hobhouse et de Graham Wallas. Dès 1914, il travaillait au Bureau des affaires étrangères et, à la demande des autorités britanniques, était attaché à la Légation de Roumanie à Londres. Il devint ensuite responsable du Département des relations extérieures du quotidien The Manchester Guardian (1919-1922).
En 1922, sur la proposition de Graham Wallas, Mitrany a rejoint l'International Peace Foundation, où il participera, après 1945, à l’élaboration d’une série de volumes sur l’histoire sociale et économique de la Seconde Guerre mondiale. Il entra alors en contact avec le milieu universitaire américain, devenant visiting professor à Harvard et Yale entre 1931 et 1933, avant de rejoindre l'Institute for Advanced Study de Princeton (New Jersey) où il demeura jusqu'en 1958.
Au cours de la Seconde Guerre mondiale, il participa à un groupe d’analyse dirigé par l’Institut Royal des Affaires Internationales, travaillant exclusivement pour le Foreign Office (1939-1942). Il fut également conseiller étranger de l'Unilever Company de 1944 à 1960.

## Des activités d’édition
Les ouvrages les plus importants de la période entre les deux guerres signés par Mitrany ont été :
- Problems of International Sanctions (1925)
- Marx versus the Peasant (1927)
- The Land&the Peasant in Rumania. The War and Agrarian Reform (1917-21) (1930)
- Progress of International Government (1933)
- The Effects of War in South-Eastern Europe (1936)

Son ouvrage principal, A Working Peace System. An Argument for the Functional Development of International Organization (1943), est souvent cité comme l’expression de sa conception fonctionnaliste des relations internationales. En fait, les idées fonctionnalistes étaient exposées par David Mitrany depuis 1932, dans ses cours à Yale, conférences qui ont été publiées dans Progress of International Government (1933).
David Mitrany n’est pas le créateur de la théorie fonctionnaliste des relations internationales, mais celui qui a été en mesure de compiler et d’élaborer différentes hypothèses de cette approche qui ont été exprimées précédemment par des auteurs tels que G. D. H. Cole, L.T. Hobhouse, L. Woolf, J.A. Hobson et d’autres.

## Publications par David Mitrany
- Romania, her history and politics (1915)
- Greater Romania: a study in national ideals (1917)
- The problem of international sanctions (1925)
- The land and the peasant in Romania: the War and agrarian reform, 1917-1921 (1930)
- The progress of international government (1933)
- The effect of the War in south eastern Europe (1936)
- A working peace system (1943)
- The road to security (1944)
- American interpretations (1946)
- World unity and the nations (1950)
- Marx against the peasant: a study in social dogmatism (1951)
- Food and freedom (1954)
- The functional theory of politics (1975)

## Publications sur David Mitrany
- Mihai Alexandrescu, David Mitrany. From Federalism to Functionalism, in: Transylvanian Review, 16 (2007), No. 1.
- Mihai Alexandrescu, David Mitrany. Viaţa şi opera, în Nicolae Păun (coord.), Actualitatea mesajului fondatorilor Uniunii Europene, EFES, Cluj-Napoca, 2006
- Mihai Alexandrescu, Câteva date de demografie a României de la începutul secolului al XX-lea, prezentate de David Mitrany, în Ioan Bolovan, Cornelia Mureşan, Mihaela Hărănguş, Perspective demografice, istorice şi sociologice. Studii de populaţie, Presa Universtiară Clujeană, 2008
- Gerhard Michael Ambrosi, David Mitranys Funktionalismus als analytische Grundlage wirtschaftlicher und politischer Neuordnungen in Europa, in Harald Hageman (Hg.): Die deutschsprachige wirtschaftswisseschaftliche Emigration nach 1933, Metropolis-Verlag, Marburg, 1996.
- Gerhard Michael Ambrosi, Keynes and Mitrany as instigators of European Governance, in Millenium III, No. 12/13, Summer 2005
- Dorothy Anderson, David Mitrany (1888-1975). An appreciation of his life and work, In: Review of International Studies, 24 (1998).
- Lucian Ashworth, Creating International Studies. Angell, Mitrany and the Liberal Tradition, Aldershot 1999.
- Per A. Hammarlund, Liberal Internationalism and the Decline of the State. The Thought of Richard Cobden, David Mitrany, and Kenichi Ohmae, New York 2005.
- Cornelia Navari, David Mitrany and International Functionalism, in David Long and Peter Wilson (ed.) Thinkers of the Twenty Years’ Crisis. Inter-War Idealism Reassessed, Clarendon Press, Oxford, 1995